# Vaiamonte

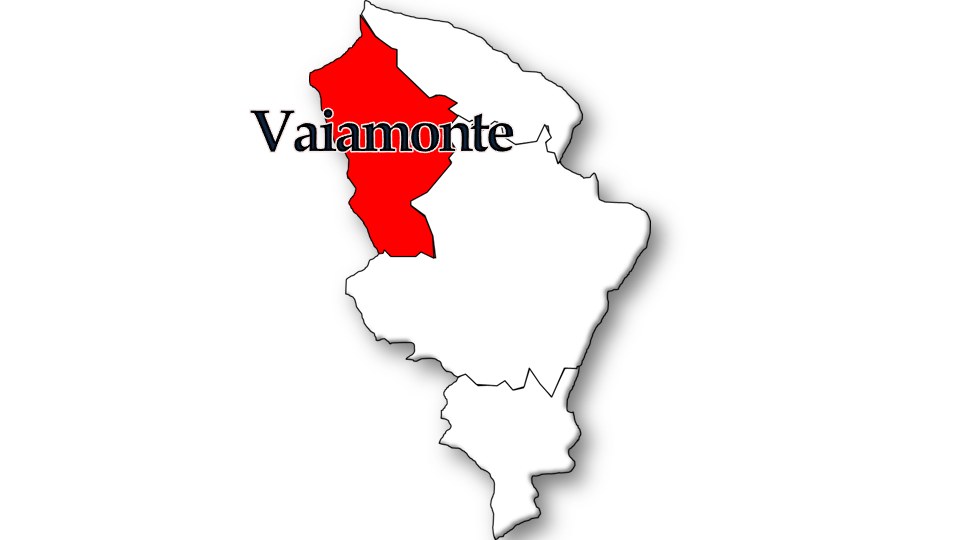
Localização da freguesia no Município de Monforte

Vaiamonte é uma povoação portuguesa sede da Freguesia de Vaiamonte do Município de Monforte, freguesia com 83,0 km² de área e 585 habitantes (censo de 2021), tendo, por isso, uma densidade populacional de 7 hab./km².

## História
Aquando da reconquista cristã, Vaiamonte terá sido definitivamente conquistada aos muçulmanos por D. Sancho II, em 1240 ou em data próxima, que a doou à Ordem de Avis. A Regra desta Ordem refere mesmo que na Cabeça de Vaiamonte existia um povoado fortificado que até então se encontrava sob o domínio muçulmano.
Poderemos concluir que a povoação conquistada pelo rei cristão - Vaiamonte - estaria estabelecida no topo do morro que agora apelidamos de Cabeça de Vaiamonte. Com a segurança trazida pelo fim dos conflitos, os melhores solos e acessibilidades fizeram deslocar a povoação para o seu sopé.

## Demografia
A população registada nos censos foi:
| Distribuição da População por Grupos Etários | Distribuição da População por Grupos Etários | Distribuição da População por Grupos Etários | Distribuição da População por Grupos Etários | Distribuição da População por Grupos Etários |
| -------------------------------------------- | -------------------------------------------- | -------------------------------------------- | -------------------------------------------- | -------------------------------------------- |
| Ano                                          | 0-14 Anos                                    | 15-24 Anos                                   | 25-64 Anos                                   | > 65 Anos                                    |
| 2001                                         | 100                                          | 78                                           | 272                                          | 221                                          |
| 2011                                         | 98                                           | 62                                           | 266                                          | 230                                          |
| 2021                                         | 75                                           | 68                                           | 287                                          | 155                                          |

## Património
- Villa Lusitano-Romana de Torre de Palma ou Ruínas de Torre de Palma

O actual topónimo de “Vaiamonte” tem origem bastante diversa que podemos classificar em dois grandes tipos de origem.
A origem bibliográfica ou científica do termo é o genitivo (de origem germânica) de um nome pessoal, talvez Bademundus e depois Bademondos, de acordo com a Grande Enciclopédia Portuguesa e Brasileira.
"Assim relacionada com as antiguidades preditas da época luso-romana na região ter-se-á o princípio numa propriedade rústica de um Bademundus (nome ainda usado no Norte do país no século X, na forma Bademondo), na época Visigótica - uma "Bademundi" "Villa". No antropónimo de origem, entram os dois elementos germânicos - badu (combate) e mundis (protecção)."
Enquanto a origem popular e local do actual topónimo deriva da expressão popular "Vai-ao-monte", numa referência à elevação que se situa nas proximidades da actual freguesia para o seu lado noroeste, no mesmo local onde existe um povoado fortificado datado da II Idade de Ferro na denominada "Cabeça de Vaiamonte" onde, de acordo com a tradição, terá começado a primitiva povoação de Vaiamonte.
As primeiras referências documentais a esta freguesia remontam aos inícios do século XIII através da Ordem de Avis, como refere D. Frei António Brandão: “na regra da dita Ordem se diz que em um alto distante seis léguas de Avis, junto à Torre de Palma, onde hoje chamam Cabeço de Vaiamonte, havia uma forte Vila da qual ainda se acham alguns vestígios Arqueológicos (século), de que os mouros fizeram duram guerra nos cavaleiros da Ordem”.
Desta forma, após vários combates entre os Cavaleiros da Ordem de Avis e as forças Muçulmanas acantonadas naquele Cabeço fortificado, cerca de 1240, D. Sancho II conquistou definitivamente Vaiamonte, doando-a à Ordem de Santiago na pessoa do Mestre D. Peres Correia.
Por sua vez a instituição paroquial da freguesia deu-se no século XIV, ficando a igreja na posse do padroeiro do Arcebispo de Évora. No entanto o mais antigo livro de registo data do fim do século XVI, mais precisamente do ano de 1593.
No século XVIII, a freguesia de Vaiamonte estava integrada no Bispado de Elvas, fazia parte da Comarca de Avis e pertencia ao Termo da Vila de Monforte.
No ano de 1895, aquando da extinção temporária do Concelho de Monforte, a posse política-administrativa, transitou para o Concelho de Fronteira, regressando definitivamente ao Concelho de Monforte após a reversão dessa alteração em 1898.
Nos limites territoriais desta freguesia localizam-se importantes propriedades agrícolas que, pertenceram a algumas famílias senhoriais mais importantes desta região, com particular destaque para a denominada Quinta de Torre de Palma.
Esta exploração agrícola esteve na posse de algumas das principais famílias senhoriais da época, aparecendo referida documentalmente pela primeira vez no ano de 1338, através de uma doação de D. Afonso IV a Pedro Afonso.
Posteriormente D. João I coutou esta quinta de Palma a Fernão Vasques de Sequeira, decorria o ano de 1431. D. Manuel I em 1496 concedeu carta de coutada a D. Izabel de Monroy desta mesma quinta, na qual deviam permanecer 20 humiziados. Mais tarde durante o domínio Filipino, D. Filipe III confirmou a concessão da Carta de Couto e privilégios a Lopo Vaz de Sequeira. D. João V em 1722 concedeu a mercê desta Quinta a Diogo de Mendonça Corte Real, herdada fora da Lei Mental.
O último registo documental conhecido data do ano de 1825, através de um alvará concedido por D. João VI, confirmando a posse da Quinta de Palma a D. Maria Francisca de Mendonça Corte Real, herdada com juro e fora da Lei Mental, tal como tinha acontecido anteriormente com seu avô Diogo de Mendonça Corte Real.
As "Memórias Paroquiais de 1758" realizadas em Vaiamonte, inseridas no Dicionário Geográfico, revelam que Diogo de Mendonça Corte Real, Secretário do Reino, efectuou algumas obras no edifício da Quinta de Palma. Houve uma reconstrução de um grande pátio, antes arruinado, com um portado em pedra mármore em cima das suas armas e um chafariz de pedra branca com duas bicas. No lado sul da principal habitação foi construído um novo conjunto de habitações.

## Envolvente
Em Vaiamonte predomina o cultivo da oliveira de forma extensiva. Pelas encostas do cerro Cabeça de Vaiamonte mantém-se o montado de azinho com grandes clareiras ocupadas por pastagens.
Para noroeste de Monforte, alinham-se alguns pequenos cabeços ou morros que se destacam da peneplanície, constituindo os pontos mais elevaods do concelho: Monte Paulos, 333 m; Monte de Santo António, 356 m e Cabeça de Vaiamonte, 393 m. Vaiamonte e Monte das Freiras, ficam no sopé deste último.

## Igreja Paroquial de Santo António
Pelo século XVI já a igreja primitiva de Vaiamonte se estabelecia na actual posição. Recebeu remodelações nos séculos XVII e XVIII.
O seu estilo barroco popular alentejano foi afectado com a reforma de 1952.
A sua fachada simples é complementada por uma torre quadrangular à esquerda, um tecto em três esteiras, capela-mor em cúpula. A torre sineira apresenta cúpula em pirâmide de base quadrangular.

## Monte das Freiras
Monte das Freiras é um pequeno aglomerado anexo a Vaiamonte, do qual está separado por pequeno curso de água, o Ribeiro de Pau.
De acordo com o testamento do Padre Fernão Zebreiro Moutoso, integrado na Breve Notícia do Convento de Bom Jesus da Vila de Monforte de Religiosas da Venerável Ordem Terceira de São Francisco no ano de 1740, este deixou ao Convento de Bom Jesus da Vila de Monforte, a denominada herdade de Vayamonte, que herdara de seus pais.
A herdade passou a pertencer às freiras do Convento de Bom Jesus de Monforte, da Ordem Terceira de São Francisco, onde ingressaram as freiras suas irmãs, Beatriz Moutosa e Inês Zebreira.
E assim ficou, Monte das Freiras. De acordo coma tradição popular, esta zona estará na origem da designação «Vai-ao-Monte».

## Cabeça de Vaiamonte
Corresponde a um cerro isolado localizado a oeste de Vaiamonte, do topo do qual (altitude: 393m) se obtém o controlo visual do território envolvente.
A ajuda à defesa decorrente da topografia e as possibilidades de vigilância e controlo de um vasto campo visual que cobre todos os quadrantes, motivaram que no seu topo se tivesse instalado um povoado fortificado pré-romano, ocupado entre o século V e o século II a.C.
Posteriormente (primeiro quartel do século I a.C.), aquando do processo de romanização, foi ocupado por guarnição militar romana, mas terá sido abandonado aquando das guerras sertorianas.
Por isso, não é estranho que no seu sopé, na nascente denominada Poço do Mouro, tenha sido encontrado um capacete metálico de um legionário.
Muito mais tarde, o monte terá sido ocupado pelos muçulmanos, apenas tendo passado para o domínio cristão no século XIII.